# Нидерланды на летних Олимпийских играх 2012
Нидерланды участвовали в летних Олимпийских играх 2012, и завоевали 6 золотых, 6 серебряных и 8 бронзовых медалей.

## Награды

### Золото
| Золото | |                                                |
| №      | Спортсмены | Вид спорта (дисциплина)                        |
| 1      | Марианна Вос | Велоспорт (женщины, групповая шоссейная гонка) |
| 2      | Раноми Кромовидьойо | Плавание (женщины, 100 метров вольным стилем)  |
| 3      | Раноми Кромовидьойо | Плавание (женщины, 50 метров вольным стилем)   |
| 4      | Дориан ван Рейсселберге | Парусный спорт (мужчины, RS:X)                 |
| 5      | Эпке Зондерланд | Спортивная гимнастика (мужчины, перекладина)   |
| 6      | Джойс Сомбрук, Китти ван Мале, Карлин Дирксе ван ден Хёвель, Келли Йонкер, Мартье Годери, Лидевей Вельтен, Кайя ван Масаккер, Мартье Паумен, Наоми ван Ас, Эллен Хог, Софи Полкамп, Ким Ламмерс, Эва де Гуде, Марилин Альотти, Мерел де Блай, Маргот ван Геффен | Хоккей на траве (женщины)                      |

### Серебро
| Серебро | |                                                     |
| №       | Спортсмены | Вид спорта (дисциплина)                             |
| 1       | Инге Деккер Марлен Велдхёйс Фемке Хемскерк Раноми Кромовидьойо Хинкелин Схрёдер | Плавание (женщины, эстафета 4×100 м вольным стилем) |
| 2       | Марит Бауместер | Парусный спорт (женщины, Лазер Радиал)              |
| 3       | Герко Шрёдер Марк Хаутзагер Майкел ван дер Влётен Юр Врилинг | Конный спорт (конкур, командное первенство)         |
| 4       | Герко Шрёдер | Конный спорт (конкур, личное первенство)            |
| 5       | Аделинде Корнелиссен | Конный спорт (личная выездка)                       |
| 6       | Билли Баккер, Марсель Балькештайн, Сандер Барт, Минк ван дер Верден, Роберт ван дер Хорст, Валентин Верга, Клас Вермёлен, Родерик Вёстхоф, Сандер де Вейн, Боб де Вогд, Тён де Нойер, Рогир Хофман, Тим Йеннискенс, Ваутер Йоли, Роберт Кемперман, Яап Стокман, Флорис Эверс | Хоккей на траве (мужчины)                           |

### Бронза
| Бронза | |                                              |
| 1      | Эдит Босх | Дзюдо (женщины, до 70 кг)                    |
| 2      | Якобин Веенховен Нинке Кингма Шанталь Ахтенберг Ситске де Гроот Ролин Репелаер ван Дрил Клаудия Белдербос Карлин Бау Аннемик де Хан Анне Шеллекенс | Академическая гребля (женщины, восьмёрки)    |
| 3      | Хиндрик Грол | Дзюдо (мужчины, до 100 кг)                   |
| 4      | Марлин Велдхёйс | Плавание (женщины, 50 метров вольным стилем) |
| 5      | Анки ван Грюнсвен Эдвард Гал Аделинде Корнелиссен                                                                                                  | Конный спорт (командная выездка)             |
| 6      | Тён Мюлдер | Велоспорт (мужчины, кейрин)                  |
| 7      | Лобке Беркхаут Лиза Вестерхоф | Парусный спорт (женщины, 470)                |
| 8      | Лаура Смулдерс | Велоспорт (женщины, BMX)                     |

## Результаты соревнований

### Академическая гребля
В следующий раунд из каждого заезда проходили несколько лучших экипажей (в зависимости от дисциплины). В утешительный заезд попадали спортсмены, выбывшие в предварительном раунде. В финал A выходили 6 сильнейших экипажей, остальные разыгрывали места в утешительных финалах B-F.
Мужчины
| Соревнование         | Спортсмены                | Предварительный заезд | Предварительный заезд | Предварительный заезд | Отборочный заезд | Отборочный заезд | Отборочный заезд | Четвертьфинал | Четвертьфинал | Четвертьфинал | Полуфинал | Полуфинал | Полуфинал | Финал   | Финал   | Итоговое место |
| Соревнование         | Спортсмены                | Заезд                 | Время                 | Место                 | Заезд            | Время            | Место            | Заезд         | Время         | Место         | Заезд     | Время     | Место     | Время   | Место   | Итоговое место |
| -------------------- | ------------------------- | --------------------- | --------------------- | --------------------- | ---------------- | ---------------- | ---------------- | ------------- | ------------- | ------------- | --------- | --------- | --------- | ------- | ------- | -------------- |
| двойки               | Нанне Слёйс Мейндерт Клем | 2                     | 6:25,90               | 3 Q                   | не участвовали   | не участвовали   | не участвовали   | не проводится | не проводится | не проводится | 1         | 7:13,77   | 6         | Финал B | Финал B | 11             |
| двойки               | Нанне Слёйс Мейндерт Клем | 2                     | 6:25,90               | 3 Q                   | не участвовали   | не участвовали   | не участвовали   | не проводится | не проводится | не проводится | 1         | 7:13,77   | 6         | 7:05,12 | 5       | 11             |
| Четвёрки             |                           |                       |                       |                       |                  |                  |                  |               |               |               |           |           |           |         |         |                |
| Четвёрки, лёгкий вес |                           |                       |                       |                       |                  |                  |                  |               |               |               |           |           |           |         |         |                |
| Восьмёрки            |                           |                       |                       |                       |                  |                  |                  |               |               |               |           |           |           |         |         |                |

Женщины
| Соревнование              | Спортсмены | Отборочная гонка | Отборочная гонка | Четвертьфинал/ Дополнительная гонка | Четвертьфинал/ Дополнительная гонка | Полуфинал | Полуфинал | Финал | Финал |
| Соревнование              | Спортсмены | Время            | Место            | Время                               | Место                               | Время     | Место     | Время | Место |
| ------------------------- | ---------- | ---------------- | ---------------- | ----------------------------------- | ----------------------------------- | --------- | --------- | ----- | ----- |
| Парные двойки             |            |                  |                  |                                     |                                     |           |           |       |       |
| Парные двойки, лёгкий вес |            |                  |                  |                                     |                                     |           |           |       |       |
| Восьмерки                 |            |                  |                  |                                     |                                     |           |           |       |       |

### Бадминтон
Спортсменов — 1
Женщины
| Соревнование     | Спортсмены | Групповой этап | Групповой этап | Групповой этап | 1/8 финала    | 1/4 финала    | 1/2 финала    | Финал         | Финал |
| Соревнование     | Спортсмены | 1 матч         | 2 матч         | 3 матч         | 1/8 финала    | 1/4 финала    | 1/2 финала    | Финал         | Финал |
| Соревнование     | Спортсмены | Соперник Счёт  | Соперник Счёт  | Соперник Счёт  | Соперник Счёт | Соперник Счёт | Соперник Счёт | Соперник Счёт | Место |
| ---------------- | ---------- | -------------- | -------------- | -------------- | ------------- | ------------- | ------------- | ------------- | ----- |
| Одиночный разряд | Цзе Яо     |                |                |                |               |               |               |               |       |

### Велоспорт
Спортсменов —

#### Шоссейный велоспорт
Мужчины
| Соревнование     | Спортсмены | Время | Место |
| ---------------- | ---------- | ----- | ----- |
| групповая гонка  |            |       |       |
|                  |            |       |       |
|                  |            |       |       |
|                  |            |       |       |
|                  |            |       |       |
| раздельная гонка |            |       |       |
|                  |            |       |       |

Женщины
| Соревнование     | Спортсмены | Время | Место |
| ---------------- | ---------- | ----- | ----- |
| раздельная гонка |            |       |       |

#### Трековый велоспорт
Кейрин
Мужчины
| Соревнование | Спортсмен  | Первый раунд | Перезаезд | Полуфинал | Финал |
| Соревнование | Спортсмен  | Место        | Место     | Место     | Место |
| ------------ | ---------- | ------------ | --------- | --------- | ----- |
| кейрин       | Тён Мюлдер |              |           |           |       |

Женщины
| Соревнование | Спортсмен   | Первый раунд | Перезаезд | Полуфинал | Финал          |
| Соревнование | Спортсмен   | Место        | Место     | Место     | Место          |
| ------------ | ----------- | ------------ | --------- | --------- | -------------- |
| кейрин       | Вилли Канис | 6            | 2         | 4         | 12 6 (финал B) |

### Водные виды спорта

#### Плавание
Спортсменов —
В следующий раунд на каждой дистанции проходят лучшие спортсмены по времени, независимо от места занятого в своём заплыве.
Мужчины
| Соревнование                 | Спортсмен | Предварительные заплывы | Предварительные заплывы | Полуфиналы | Полуфиналы | Финал     | Финал |
| Соревнование                 | Спортсмен | Результат               | Место                   | Результат  | Место      | Результат | Место |
| ---------------------------- | --------- | ----------------------- | ----------------------- | ---------- | ---------- | --------- | ----- |
| 100 м вольный стиль          |           |                         |                         |            |            |           |       |
| 200 м вольный стиль          |           |                         |                         |            |            |           |       |
| 1500 м вольный стиль         |           |                         |                         |            |            |           |       |
| 100 м баттерфляй             |           |                         |                         |            |            |           |       |
| 100 м на спине               |           |                         |                         |            |            |           |       |
|                              |           |                         |                         |            |            |           |       |
| 200 м на спине               |           |                         |                         |            |            |           |       |
| 100 м брасс                  |           |                         |                         |            |            |           |       |
| 200 м брасс                  |           |                         |                         |            |            |           |       |
| 4×100 метров комбинированная |           |                         |                         |            |            |           |       |

Женщины
| Соревнование                 | Спортсмен | Предварительный раунд | Предварительный раунд | Полуфинал | Полуфинал | Финал     | Финал |
| Соревнование                 | Спортсмен | Результат             | Место                 | Результат | Место     | Результат | Место |
| ---------------------------- | --------- | --------------------- | --------------------- | --------- | --------- | --------- | ----- |
| 50 м вольный стиль           |           |                       |                       |           |           |           |       |
|                              |           |                       |                       |           |           |           |       |
| 100 м вольный стиль          |           |                       |                       |           |           |           |       |
|                              |           |                       |                       |           |           |           |       |
| 200 м вольный стиль          |           |                       |                       |           |           |           |       |
| 100 м баттерфляй             |           |                       |                       |           |           |           |       |
| 100 м на спине               |           |                       |                       |           |           |           |       |
|                              |           |                       |                       |           |           |           |       |
| 200 м на спине               |           |                       |                       |           |           |           |       |
|                              |           |                       |                       |           |           |           |       |
| 100 м брасс                  |           |                       |                       |           |           |           |       |
| 200 м комплекс               |           |                       |                       |           |           |           |       |
| 4×100 м вольный стиль        |           |                       |                       |           |           |           |       |
| 4×100 метров комбинированная |           |                       |                       |           |           |           |       |

### Волейбол

#### Пляжный волейбол
Мужчины
| Спортсмены                     | Групповой этап | Групповой этап | Групповой этап | Место | 1/8 финала     | Четвертьфиналы | Полуфиналы     | Финал          | Финал |
| Спортсмены                     | Соперники Счёт | Соперники Счёт | Соперники Счёт | Место | Соперники Счёт | Соперники Счёт | Соперники Счёт | Соперники Счёт | Место |
| ------------------------------ | -------------- | -------------- | -------------- | ----- | -------------- | -------------- | -------------- | -------------- | ----- |
| Рейндер Нюммердор Рихард Схёйл |                |                |                |       |                |                |                |                |       |

Женщины
| Спортсмены                    | Групповой этап | Групповой этап | Групповой этап | Место | 1/8 финала     | Четвертьфиналы | Полуфиналы     | Финал          | Финал |
| Спортсмены                    | Соперники Счёт | Соперники Счёт | Соперники Счёт | Место | Соперники Счёт | Соперники Счёт | Соперники Счёт | Соперники Счёт | Место |
| ----------------------------- | -------------- | -------------- | -------------- | ----- | -------------- | -------------- | -------------- | -------------- | ----- |
| Марлен Ван Ирсел Санне Кейзер |                |                |                |       |                |                |                |                |       |

### Гимнастика
Спортсменов — 3

#### Спортивная гимнастика
Мужчины
| Соревнование          | Спортсмен       | Вольные упражнения | Вольные упражнения | Опорный прыжок | Опорный прыжок | Брусья | Брусья | Перекладина | Перекладина | Кольца | Кольца | Конь | Конь  | Абсолютное первенство | Абсолютное первенство |
| Соревнование          | Спортсмен       | Очки               | Место              | Очки           | Место          | Очки   | Место  | Очки        | Место       | Очки   | Место  | Очки | Место | Очки                  | Место                 |
| --------------------- | --------------- | ------------------ | ------------------ | -------------- | -------------- | ------ | ------ | ----------- | ----------- | ------ | ------ | ---- | ----- | --------------------- | --------------------- |
| абсолютное первенство | Эпке Зондерланд |                    |                    |                |                |        |        |             |             |        |        |      |       |                       |                       |

Женщины
| Соревнование          | Спортсмен    | Вольные упражнения | Вольные упражнения | Бревно | Бревно | Брусья | Брусья | Опорный прыжок | Опорный прыжок | Абсолютное первенство | Абсолютное первенство |
| Соревнование          | Спортсмен    | Очки               | Место              | Очки   | Место  | Очки   | Место  | Очки           | Место          | Очки                  | Место                 |
| --------------------- | ------------ | ------------------ | ------------------ | ------ | ------ | ------ | ------ | -------------- | -------------- | --------------------- | --------------------- |
| абсолютное первенство | Масела Виоми |                    |                    |        |        |        |        |                |                |                       |                       |

#### Прыжки на батуте
Женщины
| Соревнование      | Спортсмены | Квалификация | Квалификация | Финал | Финал |
| Соревнование      | Спортсмены | Очки         | Место        | Очки  | Место |
| ----------------- | ---------- | ------------ | ------------ | ----- | ----- |
| личное первенство |            |              |              |       |       |

### Дзюдо
Спортсменов — 9
Соревнования по дзюдо проводились по системе на выбывание. Утешительные встречи проводились между спортсменами, потерпевшими поражение в четвертьфинале турнира. Победители утешительных встреч встречались в схватке за 3-е место со спортсменами, проигравшими в полуфинале в противоположной половине турнирной сетки.
Мужчины
| Категория    | Спортсмены  | 1/32 финала        | 1/16 финала                            | 1/8 финала           | Четвертьфинал        | Полуфинал            | Финал                | Место |
| Категория    | Спортсмены  | Соперник Результат | Соперник Результат                     | Соперник Результат   | Соперник Результат   | Соперник Результат   | Соперник Результат   | Место |
| ------------ | ----------- | ------------------ | -------------------------------------- | -------------------- | -------------------- | -------------------- | -------------------- | ----- |
| до 60 кг     | Йерун Морен | Не участвовал      | Артём Аршанский (ISR) пор. 0001 — 0001 | Завершил выступление | Завершил выступление | Завершил выступление | Завершил выступление | 17    |
| до 73 кг     |             | Не участвовал      |                                        |                      |                      |                      |                      |       |
| до 81 кг     |             | Не участвовал      |                                        |                      |                      |                      |                      |       |
| до 100 кг    |             |                    |                                        |                      |                      |                      |                      |       |
| свыше 100 кг |             |                    |                                        |                      |                      |                      |                      |       |

Женщины
| Категория | Спортсмены | 1/16 финала        | 1/8 финала         | Четвертьфинал      | Полуфинал          | Финал              | Место |
| Категория | Спортсмены | Соперник Результат | Соперник Результат | Соперник Результат | Соперник Результат | Соперник Результат | Место |
| --------- | ---------- | ------------------ | ------------------ | ------------------ | ------------------ | ------------------ | ----- |
| до 48 кг  |            | Не участвовала     |                    |                    |                    |                    |       |
| до 63 кг  |            | Не участвовала     |                    |                    |                    |                    |       |
| до 70 кг  |            |                    |                    |                    |                    |                    |       |
| до 78 кг  |            | Не участвовала     |                    |                    |                    |                    |       |

### Конный спорт
Спортсменов — 11

#### Выездка
| Соревнование              | Спортсмены | Большой Приз | Большой Приз | Переездка Большого Приза | Переездка Большого Приза | КЮР Большого Приза | КЮР Большого Приза | Всего     | Всего |
| Соревнование              | Спортсмены | Результат    | Место        | Результат                | Место                    | Результат          | Место              | Результат | Место |
| ------------------------- | ---------- | ------------ | ------------ | ------------------------ | ------------------------ | ------------------ | ------------------ | --------- | ----- |
| Индивидуальное первенство |            |              |              |                          |                          |                    |                    |           |       |
|                           |            |              |              |                          |                          |                    |                    |           |       |
|                           |            |              |              |                          |                          |                    |                    |           |       |
|                           |            |              |              |                          |                          |                    |                    |           |       |
| командное первенство      |            |              |              |                          |                          |                    |                    |           |       |

#### Троеборье
| Соревнование              | Спортсмены | Манежная езда | Манежная езда | Кросс     | Кросс | Конкур    | Конкур | Финальный конкур | Финальный конкур | Всего     | Всего |
| Соревнование              | Спортсмены | Результат     | Место         | Результат | Место | Результат | Место  | Результат        | Место            | Результат | Место |
| ------------------------- | ---------- | ------------- | ------------- | --------- | ----- | --------- | ------ | ---------------- | ---------------- | --------- | ----- |
| индивидуальное первенство |            |               |               |           |       |           |        |                  |                  |           |       |
|                           |            |               |               |           |       |           |        |                  |                  |           |       |
|                           |            |               |               |           |       |           |        |                  |                  |           |       |
| командное первенство      |            |               |               |           |       |           |        |                  |                  |           |       |

#### Конкур
В каждом из раундов спортсменам необходимо было пройти дистанцию с разным количеством препятствий и разным лимитом времени. За каждое сбитое препятствие спортсмену начислялось 4 штрафных балла, за превышение лимита времени 1 штрафное очко (за каждые 5 секунд). В финал личного первенства могло пройти только три спортсмена от одной страны. В зачёт командных соревнований шли три лучших результата, показанные спортсменами во время личного первенства.
| Соревнование              | Спортсмены                                                   | Квалификация | Квалификация | Квалификация | Квалификация | Квалификация | Квалификация | Квалификация | Квалификация | Финал                | Финал                | Финал                | Финал                | Финал | Перепрыжка | Перепрыжка          | Перепрыжка |
| Соревнование              | Спортсмены                                                   | 1 раунд      | 1 раунд      | 2 раунд      | Всего        | Всего        | 3 раунд      | Всего        | Всего        | Финал A              | Финал A              | Финал B              | Всего                | Всего | Перепрыжка | Перепрыжка          | Перепрыжка |
| Соревнование              | Спортсмены                                                   | Штраф        | Место        | Штраф        | Штраф        | Место        | Штраф        | Штраф        | Место        | Штраф                | Место                | Штраф                | Штраф                | Место | Штраф      | Время               | Место      |
| ------------------------- | ------------------------------------------------------------ | ------------ | ------------ | ------------ | ------------ | ------------ | ------------ | ------------ | ------------ | -------------------- | -------------------- | -------------------- | -------------------- | ----- | ---------- | ------------------- | ---------- |
| Индивидуальное первенство | Герко Шрёдер на London                                       | 0            | 1 (Q)        | 4            | 4            | 17 (Q)       | 4            | 8            | 11 (Q)       | 1                    | 7 (Q)                | 0                    | 1                    | 2     | 0          | 49,79               | 2          |
| Индивидуальное первенство | Марк Хаутзагер на Tamino                                     | 0            | 1 (Q)        | 0            | 0            | 1 (Q)        | 0            | 0            | 1 (Q)        | 4                    | 11 (Q)               | 4                    | 8                    | 9     |            |                     |            |
| Индивидуальное первенство | Майкел ван дер Влётен на Verdi                               | 0            | 1 (Q)        | 0            | 0            | 1 (Q)        | 0            | 0            | 1 (Q)        | RT                   | RT                   | Завершил выступление | Завершил выступление | 37    |            |                     |            |
| Индивидуальное первенство | Юр Врилинг на Bubalu                                         | 0            | 1 (Q)        | 8            | 8            | 31 (Q)       | 8            | 16           | 33           | Завершил выступление | Завершил выступление | Завершил выступление | Завершил выступление | 38    |            |                     |            |
| Командное первенство      | Герко Шрёдер Марк Хаутзагер Майкел ван дер Влётен Юр Врилинг |              |              | 4 0 8        | 4            | 2            | 4 0 8        | 8            |              |                      |                      |                      |                      | 1     | — 4 8 0    | — 52,40 48,18 48,54 | 2          |

### Лёгкая атлетика
Спортсменов —
Мужчины
| Дисциплина    | Спортсмен | Предварительный раунд | Предварительный раунд | Четвертьфиналы | Четвертьфиналы | Полуфиналы | Полуфиналы | Финал     | Финал |
| Дисциплина    | Спортсмен | Результат             | Место                 | Результат      | Место          | Результат  | Место      | Результат | Место |
| ------------- | --------- | --------------------- | --------------------- | -------------- | -------------- | ---------- | ---------- | --------- | ----- |
| 100 м         |           |                       |                       |                |                |            |            |           |       |
| 200 м         |           |                       |                       |                |                |            |            |           |       |
| 800 м         |           |                       |                       |                |                |            |            |           |       |
| 110 м с/б     |           |                       |                       |                |                |            |            |           |       |
| марафон       |           |                       |                       |                |                |            |            |           |       |
|               |           |                       |                       |                |                |            |            |           |       |
| метание диска | Эрик Каде | 63,55                 | 12 (q)                |                |                |            |            | 62,78     | 10    |
| метание диска |           |                       |                       |                |                |            |            |           |       |
| десятиборье   |           |                       |                       |                |                |            |            |           |       |

Женщины
| Дисциплина    | Спортсмен | Предварительный раунд | Предварительный раунд | Четвертьфиналы | Четвертьфиналы | Полуфиналы | Полуфиналы | Финал     | Финал |
| Дисциплина    | Спортсмен | Результат             | Место                 | Результат      | Место          | Результат  | Место      | Результат | Место |
| ------------- | --------- | --------------------- | --------------------- | -------------- | -------------- | ---------- | ---------- | --------- | ----- |
| 100 м         |           |                       |                       |                |                |            |            |           |       |
| 200 м         |           |                       |                       |                |                |            |            |           |       |
| 800 м         |           |                       |                       |                |                |            |            |           |       |
| марафон       |           |                       |                       |                |                |            |            |           |       |
|               |           |                       |                       |                |                |            |            |           |       |
|               |           |                       |                       |                |                |            |            |           |       |
| толкание ядра |           |                       |                       |                |                |            |            |           |       |
| семиборье     |           |                       |                       |                |                |            |            |           |       |
|               |           |                       |                       |                |                |            |            |           |       |

### Настольный теннис
Женщины
Одиночный разряд
| Соревнование     | Спортсмены | Предварительный раунд | Первый раунд       | Второй раунд       | Третий раунд       | Четвёртый раунд    | Четвертьфинал      | Полуфинал          | Финал              |
| Соревнование     | Спортсмены | Соперник Результат    | Соперник Результат | Соперник Результат | Соперник Результат | Соперник Результат | Соперник Результат | Соперник Результат | Соперник Результат |
| ---------------- | ---------- | --------------------- | ------------------ | ------------------ | ------------------ | ------------------ | ------------------ | ------------------ | ------------------ |
| Одиночный разряд | Цзяо Ли    |                       |                    |                    |                    |                    |                    |                    |                    |
| Одиночный разряд | Цзе Ли     |                       |                    |                    |                    |                    |                    |                    |                    |

### Парусный спорт
Спортсменов — 11
Соревнования по парусному спорту в каждом из классов состояли из 10 гонок, за исключением класса 49er, где проводилось 15 заездов. В каждой гонке спортсмены стартовали одновременно. Победителем каждой из гонок становился экипаж, первым пересекший финишную черту. Количество очков, идущих в общий зачёт, соответствовало занятому командой месту. 10 лучших экипажей по результатам 10 гонок попадали в медальную гонку, результаты которой также шли в общий зачёт. В медальной гонке, очки, полученные экипажем удваивались. В случае если участник соревнований не смог завершить гонку ему начислялось количество очков, равное количеству участников плюс один. При итоговом подсчёте очков не учитывался худший результат, показанный экипажем в одной из гонок. Сборная, набравшая наименьшее количество очков, становится олимпийским чемпионом.
Мужчины
| Класс | Спортсмены              | Гонка | Гонка | Гонка | Гонка | Гонка | Гонка | Гонка | Гонка | Гонка | Гонка | Гонка | Очки | Место |
| Класс | Спортсмены              | 1     | 2     | 3     | 4     | 5     | 6     | 7     | 8     | 9     | 10    | M     | Очки | Место |
| ----- | ----------------------- | ----- | ----- | ----- | ----- | ----- | ----- | ----- | ----- | ----- | ----- | ----- | ---- | ----- |
| RS:X  | Дориан ван Рейсселберге | 1     | 1     | 1     | 3     | 1     | 2     | 1     | 2     | 1     | DNF   | 2     | 15   | 1     |
| 470   |                         |       |       |       |       |       |       |       |       |       |       |       |      |       |
| Лазер |                         |       |       |       |       |       |       |       |       |       |       |       |      |       |
| Финн  |                         |       |       |       |       |       |       |       |       |       |       |       |      |       |

Женщины
| Класс        | Спортсмены | Гонка | Гонка | Гонка | Гонка | Гонка | Гонка | Гонка | Гонка | Гонка | Гонка | Гонка | Очки | Место |
| Класс        | Спортсмены | 1     | 2     | 3     | 4     | 5     | 6     | 7     | 8     | 9     | 10    | M     | Очки | Место |
| ------------ | ---------- | ----- | ----- | ----- | ----- | ----- | ----- | ----- | ----- | ----- | ----- | ----- | ---- | ----- |
| 470          |            |       |       |       |       |       |       |       |       |       |       |       |      |       |
| Лазер Радиал |            |       |       |       |       |       |       |       |       |       |       |       |      |       |

Эллиот
В классе Эллиот соревнованлись 12 экипажей, которые на предварительном раунде в матчевых поединках встречались каждый с каждым. Восемь лучших экипажей выходили в плей-офф, где по олимпийской системе определяли тройку призёров соревнований.
| Класс  | Спортсмены | Матчи | Матчи | Матчи | Матчи | Матчи | Матчи | Матчи | Матчи | Матчи | Матчи | Матчи | Матчи      | Матчи      | Матчи | Место |
| Класс  | Спортсмены | 1     | 2     | 3     | 4     | 5     | 6     | 7     | 8     | 9     | 10    | 11    | 1/4 финала | 1/2 финала | Финал | Место |
| ------ | ---------- | ----- | ----- | ----- | ----- | ----- | ----- | ----- | ----- | ----- | ----- | ----- | ---------- | ---------- | ----- | ----- |
| Эллиот |            |       |       |       |       |       |       |       |       |       |       |       |            |            |       |       |

Использованы следующие сокращения:
- M — медальная гонка
- DNF — Did not finish (не финишировал)

### Стрельба
Спортсменов — 1
По итогам квалификации 6 или 8 лучших спортсменов (в зависимости от дисциплины), набравшие наибольшее количество очков, проходили в финал. Победителем соревнований становился стрелок, набравший наибольшую сумму очков по итогам квалификации и финала. В пулевой стрельбе в финале количество очков за попадание в каждой из попыток измерялось с точностью до десятой.
Мужчины
| Соревнование                          | Спортсмены        | Квалификация | Квалификация | Финал                | Всего                | Всего                |
| Соревнование                          | Спортсмены        | Результат    | Место        | Финал                | Результат            | Место                |
| ------------------------------------- | ----------------- | ------------ | ------------ | -------------------- | -------------------- | -------------------- |
| Винтовка из трёх положений, 50 метров | Петер Хелленбранд | 1160         | 28           | Завершил выступление | Завершил выступление | Завершил выступление |

### Стрельба из лука
Спортсменов — 1
Мужчины
| Соревнование              | Спортсмены      | Квалификация | Квалификация | 1/32 финала               | 1/16 финала        | 1/8 финала         | Четвертьфинал      | Полуфинал          | Финал              |
| Соревнование              | Спортсмены      | Результат    | Место        | Соперник Результат        | Соперник Результат | Соперник Результат | Соперник Результат | Соперник Результат | Соперник Результат |
| ------------------------- | --------------- | ------------ | ------------ | ------------------------- | ------------------ | ------------------ | ------------------ | ------------------ | ------------------ |
| Индивидуальное первенство | Рик Ван дер Вен | 671          | 16           | Джефф Хенкельс (LUX) (49) |                    |                    |                    |                    |                    |

### Триатлон
Спортсменов — 1
Женщины
| Соревнование | Спортсмены   | Плавание | Смена | Велоспорт | Смена | Бег   | Итоговое время | Место | Отставание |
| ------------ | ------------ | -------- | ----- | --------- | ----- | ----- | -------------- | ----- | ---------- |
| Женщины      | Рахел Кламер | 19:27    | 0:44  | 1:07:14   | 0:35  | 36:59 | 2:04:59        | 36    | +5:11      |

### Тхэквондо
Спортсменов — 1
Мужчины
| Соревнование | Спортсмен    | Турнир       | 1/8 финала         | Четвертьфинал      | Полуфинал          | Финал              |
| Соревнование | Спортсмен    | Турнир       | Соперник Результат | Соперник Результат | Соперник Результат | Соперник Результат |
| ------------ | ------------ | ------------ | ------------------ | ------------------ | ------------------ | ------------------ |
| до 80 кг     | Томми Моллет | За 1-е место |                    |                    |                    |                    |
| до 80 кг     | Томми Моллет | За 3-е место |                    |                    |                    |                    |

### Фехтование
Спортсменов — 1
В индивидуальных соревнованиях спортсмены сражаются три раунда по три минуты, либо до того момента, как один из спортсменов нанесёт 15 уколов. Если по окончании времени в поединке зафиксирован ничейный результат, то назначается дополнительная минута до «золотого» укола.
Мужчины
| Соревнование         | Спортсмены    | 1/32 финала        | 1/16 финала                   | 1/8 финала                  | Четвертьфиналы       | Полуфиналы           | Финал матч за 3-е место | Место |
| Соревнование         | Спортсмены    | Соперник Результат | Соперник Результат            | Соперник Результат          | Соперник Результат   | Соперник Результат   | Соперник Результат      | Место |
| -------------------- | ------------- | ------------------ | ----------------------------- | --------------------------- | -------------------- | -------------------- | ----------------------- | ----- |
| Индивидуальная шпага | Бас Вервейлен |                    | Атос Швантес (BRA) поб. 15:10 | Йорг Фидлер (GER) пор. 8:15 | Завершил выступление | Завершил выступление | Завершил выступление    | 9     |

### Хоккей на траве
Мужчины
Состав команды
Результаты
Группа B
| Место | Команда          | И | В | Н | П | ГЗ | ГП | +/- | Очки |
| ----- | ---------------- | - | - | - | - | -- | -- | --- | ---- |
| 1     | Нидерланды       | 5 | 5 | 0 | 0 | 18 | 7  | +11 | 15   |
| 2     | Германия         | 5 | 3 | 1 | 1 | 14 | 11 | +3  | 10   |
| 3     | Бельгия          | 5 | 2 | 1 | 2 | 8  | 7  | +1  | 7    |
| 4     | Республика Корея | 5 | 2 | 0 | 3 | 9  | 8  | +1  | 6    |
| 5     | Новая Зеландия   | 5 | 1 | 2 | 2 | 10 | 14 | −4  | 5    |
| 6     | Индия            | 5 | 0 | 0 | 5 | 6  | 18 | −12 | 0    |

| 30 июля 2012 16:00 (UTC+1)                                               | \| Нидерланды \| 3:2 (2:0) Отчёт \| Индия \| \| Роберт ван дер Хорст 20' · Родерик Вёстхоф 29' · Минк ван дер Верден 51' \| Голы \| Дхаравмир Сингх 45' · Шивендра Сингх 48' \| | Лондон Ривербанк Арена Судья: Тим Пулман Натан Стагно |
| Нидерланды                                                               | 3:2 (2:0) Отчёт | Индия                                                 |
| Роберт ван дер Хорст 20' · Родерик Вёстхоф 29' · Минк ван дер Верден 51' | Голы | Дхаравмир Сингх 45' · Шивендра Сингх 48'              |

| 1 августа 2012 10:45 (UTC+1) | \| Бельгия \| 1:3 (0:0) Отчёт \| Нидерланды \| \| Жером Декейсер 58' \| Голы \| Минк ван дер Верден 43', 62' · Боб де Вогд 70' \| | Лондон Ривербанк Арена Судья: Хэмиш Джеймсон Гэри Симмондс |
| Бельгия                      | 1:3 (0:0) Отчёт | Нидерланды                                                 |
| Жером Декейсер 58'           | Голы | Минк ван дер Верден 43', 62' · Боб де Вогд 70'             |

| 3 августа 2012 10:45 (UTC+1)                                                                 | \| Нидерланды \| 5:1 (3:1) Отчёт \| Новая Зеландия \| \| Родерик Вёстхоф 16' · Минк ван дер Верден 27' · Билли Баккер 29', 56' · Роберт Кемперман 67' \| Голы \| Саймон Чайлд 5' \| | Лондон Ривербанк Арена Судья: Джед Кьюран Натан Стагно |
| Нидерланды                                                                                   | 5:1 (3:1) Отчёт | Новая Зеландия                                         |
| Родерик Вёстхоф 16' · Минк ван дер Верден 27' · Билли Баккер 29', 56' · Роберт Кемперман 67' | Голы | Саймон Чайлд 5'                                        |

| 5 августа 2012 16:00 (UTC+1)                                 | \| Нидерланды \| 3:1 (1:1) Отчёт \| Германия \| \| Боб де Вогд 14' · Тён де Нойер 36' · Минк ван дер Верден 41' \| Голы \| Кристофер Целлер 3' \| | Лондон Ривербанк Арена Судья: Дэвид Джентлс Джед Кьюран |
| Нидерланды                                                   | 3:1 (1:1) Отчёт | Германия                                                |
| Боб де Вогд 14' · Тён де Нойер 36' · Минк ван дер Верден 41' | Голы | Кристофер Целлер 3'                                     |

| 7 августа 2012 08:30 (UTC+1)  | \| Республика Корея \| 2:4 (0:2) Отчёт \| Нидерланды \| \| Нам Хён У 53' · Ли Нам Ён 62' \| Голы \| Минк ван дер Верден 17' · Валентин Верга 21' · Родерик Вёстхоф 47' · Билли Баккер 64' \| | Лондон Ривербанк Арена Судья: Марцин Грохал Джед Кьюран                               |
| Республика Корея              | 2:4 (0:2) Отчёт | Нидерланды                                                                            |
| Нам Хён У 53' · Ли Нам Ён 62' | Голы | Минк ван дер Верден 17' · Валентин Верга 21' · Родерик Вёстхоф 47' · Билли Баккер 64' |

Полуфинал
| 9 августа 2012 20:00 (UTC+1)                                                                                              | \| Нидерланды \| 9:2 (4:1) Отчёт \| Великобритания \| \| Родерик Вёстхоф 9', 15', 60' · Минк ван дер Верден 22' · Билли Баккер 33', 44', 51' · Тён де Нойер 47' · Флорес Эверс 48' \| Голы \| Эшли Джексон 18' · Роберт Мур 65' \| | Лондон Ривербанк Арена Судья: Кристиан Блаш Дэвид Джентлз |
| Нидерланды | 9:2 (4:1) Отчёт | Великобритания                                            |
| Родерик Вёстхоф 9', 15', 60' · Минк ван дер Верден 22' · Билли Баккер 33', 44', 51' · Тён де Нойер 47' · Флорес Эверс 48' | Голы | Эшли Джексон 18' · Роберт Мур 65'                         |

Финал
| 11 августа 2012 20:00 (UTC+1) | \| Германия \| 2:1 (1:0) Отчёт \| Нидерланды \| \| Ян-Филипп Рабенте 33', 66' \| Голы \| Минк ван дер Верден 54' \| | Лондон Ривербанк Арена Судья: Дэвид Джентлз Джед Кьюрран |
| Германия                      | 2:1 (1:0) Отчёт | Нидерланды                                               |
| Ян-Филипп Рабенте 33', 66'    | Голы | Минк ван дер Верден 54'                                  |

Женщины
Состав команды
Результаты
Группа A
| Место | Команда          | И | В | Н | П | ГЗ | ГП | +/- | Очки |
| ----- | ---------------- | - | - | - | - | -- | -- | --- | ---- |
| 1     | Нидерланды       | 5 | 5 | 0 | 0 | 12 | 5  | +7  | 15   |
| 2     | Великобритания   | 5 | 3 | 0 | 2 | 14 | 7  | +7  | 9    |
| 3     | Китай            | 5 | 2 | 1 | 2 | 6  | 3  | +3  | 7    |
| 4     | Республика Корея | 5 | 2 | 0 | 3 | 9  | 13 | −4  | 6    |
| 5     | Япония           | 5 | 1 | 1 | 3 | 4  | 9  | −5  | 4    |
| 6     | Бельгия          | 5 | 0 | 2 | 3 | 2  | 10 | −8  | 2    |